# Ernst Engelbrecht-Greve

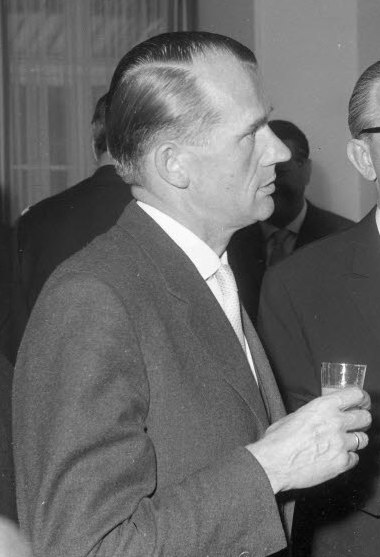
Ernst Engelbrecht-Greve (1963)

Ernst Engelbrecht-Greve (* 12. Juli 1916 in Neuendorf bei Elmshorn; † 10. Januar 1990 in Glückstadt) war ein deutscher Politiker (CDU).
Er war von 1962 bis 1975 Minister für Ernährung, Landwirtschaft und Forsten und daneben von 1971 bis 1975 Stellvertreter des Ministerpräsidenten des Landes Schleswig-Holstein.

## Leben
Nach dem Abitur absolvierte Engelbrecht-Greve eine landwirtschaftliche Ausbildung. Von 1937 bis 1945 diente er als Soldat in der Wehrmacht, zuletzt als Kommandeur einer Artillerieeinheit. Zum 1. Januar 1935 trat er der NSDAP bei (Mitgliedsnummer 3.595.018). Danker und Lehmann-Himmel charakterisieren seine Grundorientierung zu jener Zeit als „angepasst / ambivalent“.
Nach der Rückkehr aus der Kriegsgefangenschaft übernahm er als selbständiger Landwirt den elterlichen Hof („Engelbrechts Hof“) von Thies Hinrich Engelbrecht. Von 1952 bis 1955 war er Mitglied des Tarifausschusses des Arbeitgeberverbandes im Bauernverband und von 1955 bis 1966 Bundesvorsitzender der Deutschen Landjugend. Seit 1958 war er Major der Reserve der Bundeswehr.
Von 1951 bis 1955 gehörte Engelbrecht-Greve dem Gemeinderat von Herzhorn an.
Er war von 1953 bis zur Niederlegung seines Mandates am 7. Dezember 1962 Mitglied des Deutschen Bundestages und vom 27. Februar 1958 bis zum 14. Dezember 1962 auch Mitglied des Europaparlaments. Er ist stets als direkt gewählter Abgeordneter des Wahlkreises Steinburg in den Bundestag eingezogen und legte sein Mandat wegen seiner Ernennung zum schleswig-holsteinischen Landwirtschaftsminister nieder.
Von 1967 bis 1975 war er Mitglied des Landtages von Schleswig-Holstein. Zuerst vertrat er den Wahlkreis Steinburg-Pinneberg und nach dem Neuzuschnitt der Wahlkreise zur Landtagswahl 1971 den Wahlkreis Steinburg-Süd. Der Landtag wählte ihn zum Mitglied der 6. Bundesversammlung für die Wahl des deutschen Bundespräsidenten 1974.
Am 29. Oktober 1962 wurde Engelbrecht-Greve als Minister für Ernährung, Landwirtschaft und Forsten in die von Ministerpräsident Kai-Uwe von Hassel geleitete Landesregierung von Schleswig-Holstein berufen. Dieses Amt behielt er auch unter dessen Amtsnachfolgern Helmut Lemke und Gerhard Stoltenberg. Am 24. Mai 1971 wurde er außerdem von dem neuen Ministerpräsidenten Stoltenberg zum stellvertretenden Ministerpräsidenten ernannt. Am 26. Mai 1975 schied er schließlich aus dem Amt.
Ernst Engelbrecht-Greve war verheiratet und hatte drei Kinder.

## Ehrungen
Am 30. Juli 1968 wurde ihm das Große Verdienstkreuz mit Stern und am 12. Dezember 1973 das Große Verdienstkreuz mit Stern und Schulterband des Bundesverdienstkreuzes verliehen.
Die Christian-Albrechts-Universität zu Kiel verlieh ihm am 28. Mai 1975 die Ehrendoktorwürde für seine Leistungen zur Entwicklung der europäischen und schleswig-holsteinischen Landwirtschaft, für die Förderung der Landschaftserschließung und besonders für seine Verdienste um die der Fakultät zur Pflege anvertrauten Wissenschaften.
Nach ihm ist der Ernst-Engelbrecht-Greve-Preis des Bundes der Deutschen Landjugend benannt.

## Kabinette
- Kabinett von Hassel II – Kabinett Lemke II – Kabinett Lemke II – Kabinett Stoltenberg I